# Bolko III opolski
Bolko (Bolesław) III (ur. ok. 1330, zm. 21 września 1382) – współrządził razem ze starszym bratem Władysławem w Opolu, od ok. 1370 samodzielny książę strzelecki, lennik czeski. 

## Życiorys
Bolko III był drugim pod względem starszeństwa synem księcia opolskiego Bolka II i świdnickiej księżniczki Elżbiety. Po śmierci ojca w 1356 roku znalazł się pod dużym wpływem starszego brata Władysława Opolczyka, który sprawował w księstwie opolskim właściwe rządy. Samodzielnym księciem Bolko III został dopiero około 1370 roku, kiedy po śmierci stryja Alberta odziedziczył księstwo strzeleckie. Nie odegrał jednak praktycznie żadnej roli politycznej. Większą część swojego życia spędził na dworze Karola IV w Pradze i Ludwika Węgierskiego w Budzie. Uczestniczył w 1355 roku w wyprawie Karola IV po koronę cesarska do Rzymu, w 1365 roku w podróży Luksemburga do Awinionu, zaś w 1377 roku razem z Ludwikiem Węgierskim i Władysławem Opolczykiem w zbrojnej wyprawie na Bełz.

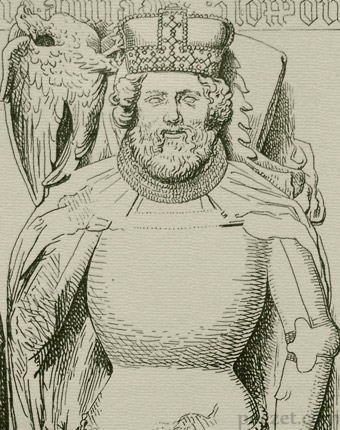
Fragment grobowca Bolka III Opolskiego

Był żonaty z nieznaną bliżej Anną, z którą miał czterech synów Jana Kropidłę, Bolka IV, Henryka i Bernarda, oraz córkę Annę późniejszą opatkę w klasztorze w Trzebnicy. Bolko III opolski zmarł 21 września 1382 roku i został pochowany w kaplicy św. Anny kościoła franciszkanów w Opolu. Opiekę nad księstwem strzeleckim i małoletnimi synami Bolka III przejął ich stryj Władysław Opolczyk.

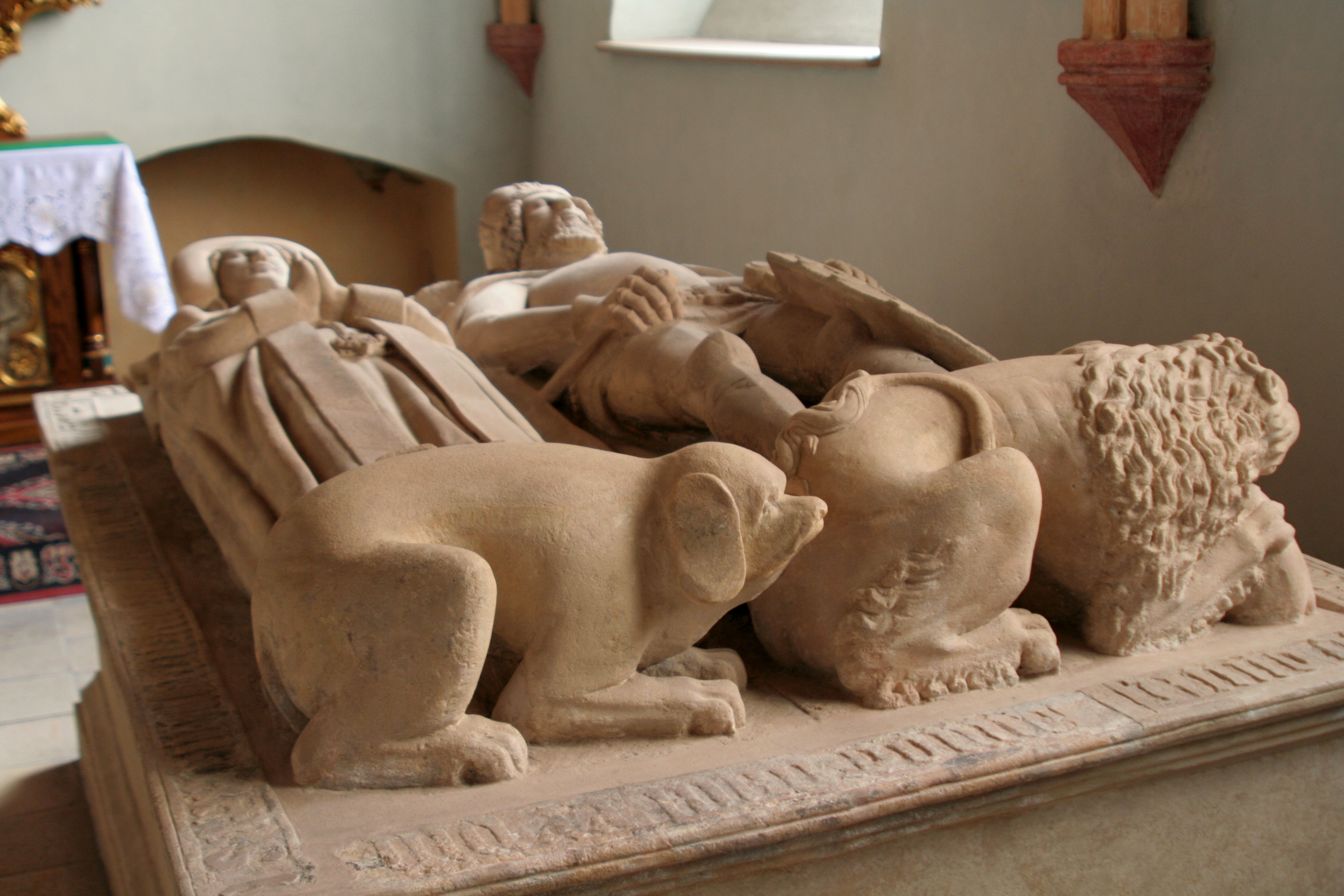
Tumba Bolka III i księżny Anny, znajdująca się w kaplicy św. Anny w Kościele Świętej Trójcy w Opolu